# 西藏政治史
《西藏政治史》（藏語：ལེགས་བཅོས་བྱས་ནས་བོད་ཀྱི་སྲིད་དོན་རྒྱལ་རབས）是藏人夏格巴·旺秋德丹所著的西藏政治史著作。本書是藏人以英語寫的第一本西藏政治史。

## 出版
此書由夏格巴·旺秋德丹以英文寫成，於1967年由耶魯大學出版社出版，分爲前言、序言、正文十九章、結語及附錄等。本書由李有義漢譯為《西藏政治史》，於1978年由中国社会科学院民族研究所历史研究室藏族史组出版。
夏格巴將內容大幅增訂後，於1976年在印度新德里出版藏文版，內容包括序言、正文二十三章和參考資料、附錄等。本書從西藏遠古時期寫到1960年代達賴喇嘛流亡印度，內容包括西藏的社会、政治、民族、宗教、文化、习俗等方面，受到藏學界廣泛重視。本書於1992年出版漢譯本《藏區政治史》，譯者為劉立千、羅潤蒼、札西尼瑪、楊秀剛、余萬治、史京娜姆及次仁拉姆，在中國大陸是禁書，僅以內部參考版本流通。Derek F. Maher教授將藏文的增訂版翻成英文後，以《十萬明月：進階西藏政治史》（英語：One Hundred Thousand Moons: An Advanced Political History of Tibet）之名，於2009年由Brill出版社分成兩冊出版。

## 内容
本书主張西藏自古就是一個獨立的國家，引用大量史料來支持這一觀點。例如中国和西藏的历史关系奠基于成吉思汗创立的导师和保护人（mchod gnas dang yon bdag）模式，其中“喇嘛充当成吉思汗的精神导师，而成吉思汗则充当喇嘛的保护人。”:XLI,199ff而西藏“只是在1951年藏军全军覆没之后才被强行纳入中国”。
《藏區政治史》第一章以超過一百頁的篇幅描述西藏文化，包括拉薩的主要寺院、 佛塔、教堂、公共建築、市場、道路、橋樑、噴泉、以及著名的經幡，這一節是藏族作家嘉央諾布最喜歡的部分。

## 评价
美國哥倫比亞大學亞洲專家唐納德·S·扎戈里亞教授稱讚本書是研究亞洲的必要材料。法國國家科學研究中心主任弗朗索瓦絲·波瑪雷稱它為歷史的豐碑。牛津大學凱洛格學院亞洲史專家Premen Addy教授也稱讚本書是不可或缺的參考書。
當時籌備建立西藏自治区社会科学院的多傑才旦說：“如果我們不批判這本書（指《藏區政治史》），西藏社會科學院就不需要成立了”。西藏自治区政治协商会议副主席噶雪·曲吉尼玛说：“要把夏格巴的这本书当成箭靶子，我们都来射。”随后，西藏自治区政协正式提出组织批判。批评本書的中国藏学著作包括西藏自治区《西藏政治史》评注小组编写的〈夏格巴的《西藏政治史》与西藏历史的本来面目〉:xvii,xix，王家伟、尼玛坚赞著《中国西藏的历史地位》、拉巴平措總編《西藏通史》、恰白·次旦平措著《西藏简明通史·松石宝串》等等。一些学者支持本書的觀點，撰文反駁中国藏学家的批评。澳洲國立大學的約翰·鮑爾斯教授認為，在中华人民共和国政府与西藏流亡政府爭奪對西藏歷史的敘事時，本書及支持本書觀點的西方學者是中國重點批评的對象。

## 外部連結
- 西藏政治史